# Siena Agudong

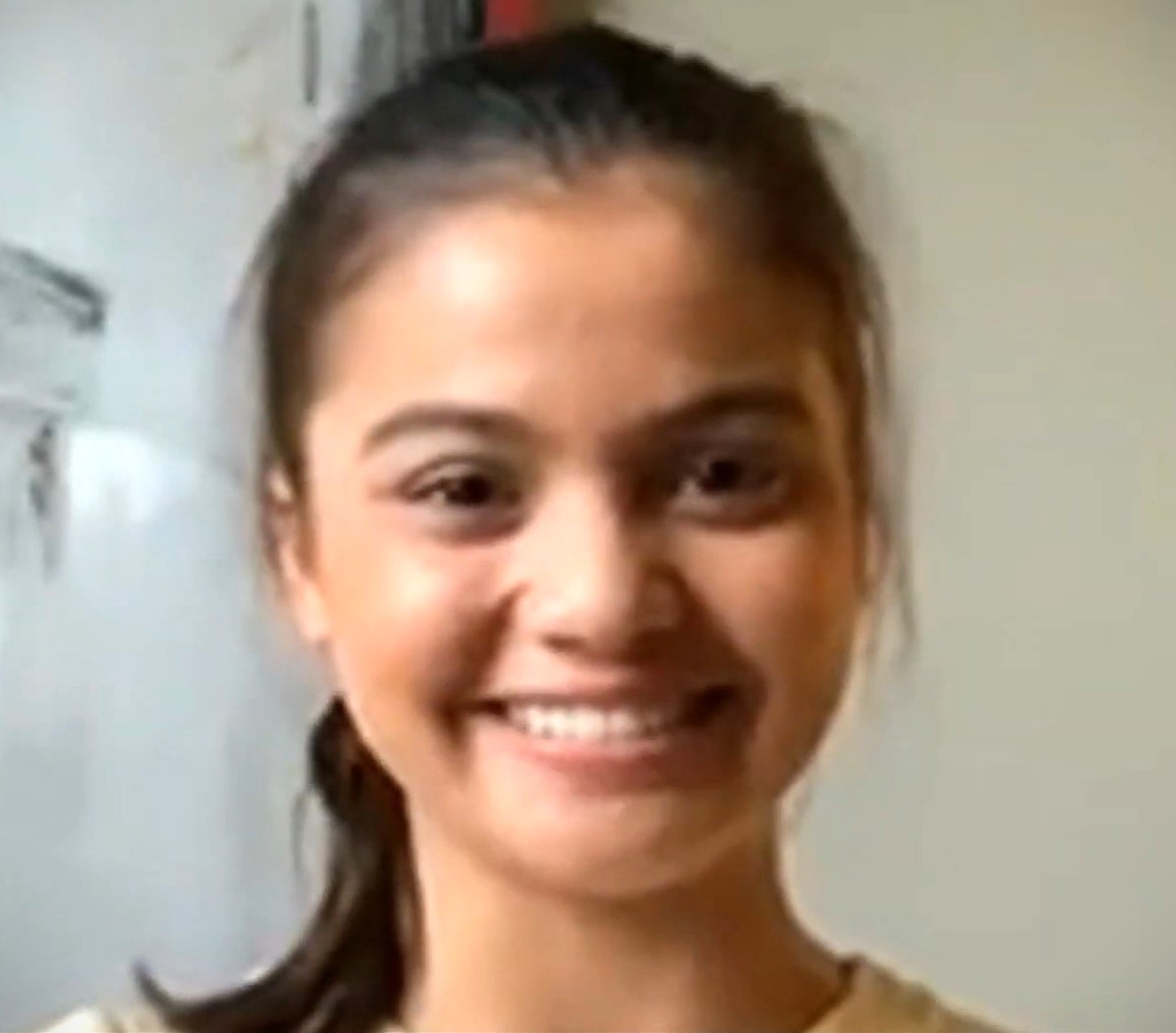
Siena Agudong

Siena Agudong (* 19. August 2004 auf Kauaʻi, Hawaii) ist eine US-amerikanische Schauspielerin. Bekanntheit erlangte sie durch ihre Rolle als Nick in der Netflix-Serie Nick für ungut.

## Leben
Agudong ist in Hawaii geboren und aufgewachsen. Seit 2013 tritt sie als Schauspielerin in Erscheinung und spielte in mehr als 15 Produktionen mit. Sie war bis 2019 dreimal für den Young Artist Award nominiert. Ihre Schwester Sydney Agudong ist ebenfalls als Schauspielerin tätig.

## Filmografie
- 2013: Second Chances (Kurzfilm)
- 2014: Killer Women (Fernsehserie, 6 Episoden)
- 2014–2018: Nicky, Ricky, Dicky & Dawn (Fernsehserie, 19 Episoden)
- 2016–2019: Teachers (Fernsehserie, 3 Episoden)
- 2018: Alex & Me
- 2018: Star Falls (Fernsehserie, 20 Episoden)
- 2019: Sydney to the Max (Fernsehserie, Episode 1x08)
- 2019: Nick für ungut (No Good Nick, Fernsehserie, 20 Episoden)
- 2020: Hawaii Five-0 (Fernsehserie, Episode 10x19)
- 2020: Upside-Down Magic
- 2020: Zuhause bei Raven (Raven’s Home, Fernsehserie, Episode 4x09)
- 2021: Fast & Furious 9 (F9)
- 2021: Let Us In
- 2022: Resident Evil (Fernsehserie, 8 Episoden)
- 2024: The 4:30 Movie
- 2024: Transformers: Earthspark (Fernsehserie, 6 Episoden)
- 2024: Sidelined: The QB and Me